# 鈴鹿東縁断層帯
鈴鹿東縁断層帯（すずかとうえんだんそうたい）は、鈴鹿山脈のうち岐阜県南西部から三重県北部にかけての約50キロメートルの断層帯。

## 概要
北から藤原岳断層・麓村断層・石榑北山断層・尾高断層・菰野断層といった断層で構成される。北端は岐阜県大垣市上石津町で、南端は亀山市。関係自治体は、三重県いなべ市・三重郡菰野町・四日市市・鈴鹿市で、両端を含め5市1町に及ぶ。三重県などによる調査では1000年前と4万年から5万年前に地震が発生したとする説が、地震調査委員会の2000年の調査によると、2万年前以後に最新の地震が発生しており、その際に1.2メートル以上のずれが発生した説を提示している。また、この調査ではこの断層帯により発生する可能性のある最大の地震は、マグニチュード7.5程度であるとしている。